# Culture en Charente-Maritime
Pour l'UNESCO, la culture « englobe, outre les arts et les lettres, les modes de vie, les droits fondamentaux de l'être humain, les systèmes de valeurs, les traditions et les croyances. » La culture en Charente-Maritime rassemble des pratiques très variées traditionnelles ou contemporaines de ce département français formé à partir des anciennes provinces d'Aunis et de Saintonge.

## Patrimoine linguistique
La langue vernaculaire des anciennes provinces d'Aunis, de Saintonge et de Poitou (à partir desquelles a été formé le département de la Charente-Maritime) est le poitevin-saintongeais (dans ses deux variétés : le saintongeais (dans l'immense majorité du département), et le poitevin (dans le nord du département).

Aire linguistique du Saintongeais

Le poitevin-saintongeais, est présent dans la liste des langues de France depuis début 2010 avec le libellé suivant : "poitevin-saintongeais [dans ses deux variétés : poitevin et saintongeais]".
Il s'agit d'une langue d'oïl spécifique, bien que teintée de quelques tournures et de vocabulaire occitan.
Elle présente de nombreuses similarités avec des langues telles que le français acadien ou le français cadien, ce qui s'explique par les origines saintongeaises et poitevines d'une partie des émigrants vers la Nouvelle-France au XVIIe siècle.
La limite entre les deux variétés, le poitevin et le saintongeais traverse le nord de la Charente-Maritime, département partagé entre une petite zone linguistiquement poitevine (île de Ré, nord de l'Aunis, régions de Loulay et d'Aulnay), et une grande zone linguistiquement saintongeaise (tout le reste du département).
Le caractère linguistiquement poitevin du nord du département est confirmé par :
- Pour l'île de Ré : - Albert Dauzat en 1927, qui parle de la limite : « entre les îles de Ré (parlers vendéens) et d’Oléron (parlers saintongeais du sud) »[4]. - Raymond Doussinet, qui dans son premier ouvrage (1958), écrit : « L’île de Ré se rattache plutôt au patois poitevin, l‘île d’Oleron au patois charentais »[5].
- Pour le nord de l'Aunis : - Brigitte Horiot, linguiste spécialiste des parlers d’entre Loire et Gironde, parlant du secteur compris entre L’Ile-d’Elle, Courçon, Péré, Sainte-Marie-de-Ré et Les Portes-en-Ré, qui écrit en 1995 : « On constate que cette partie nord du département de la Charente-Maritime, surtout l’île de Ré, a tendance à se rattacher à la Vendée et, plus généralement, au poitevin. »[6]
- Pour les régions d'Aulnay et de Loulay : - Raymond Doussinet, le célèbre linguiste charentais, qui dans la carte du « patois saintongeais » qu’il met en première page de son second ouvrage (1963) indique la mention « zone de transition » entre d’une part les localités de Tonnay-Boutonne et de Saint-Jean-d'Angély (à tendance saintongeaise) et d’autre part les localités de Surgères, de Loulay et d’Aulnay (à tendance poitevine)[7].

Le saintongeais (et le poitevin au nord) se retrouvent dans la toponymie de plusieurs communes et lieux-dits, et reste vivace à travers des expressions locales.
Certains mots et expressions sont passés dans le langage courant : cagouille et since par exemple, ou encore les expressions quétou qu'olé ? et  abeurnoncieau ! (dérivé de "ab renoncio", extrait du rituel baptismal : "Je renonce à Satan, etc.").
On trouve des productions d'expression saintongeaise dont le rayonnement dépasse largement la Charente-Maritime :  contes et chansons de Goulebenéze, et plus récemment : les Binuchards et leur rock charentais (Olà buffé est une chanson très populaire).

## Les Arts

### Le livre et l'écrit

#### La Bande Dessinée
Plusieurs bandes dessinées évoquent l'histoire mouvementée de la ville de Royan. Sortie en 1988, L'Histoire de Royan et de la Côte de Beauté est issue d'une collaboration entre l'historien Robert Colle et le dessinateur Philippe Moinet.
Quelques années plus tard, deux livres relatant deux épisodes majeurs de l'histoire de la ville en bande dessinée sont sortis des presses de l'imprimerie Gatignol : le premier tome, Royan à la belle époque, évoque la vie mondaine dans la station balnéaire avant la première guerre mondiale ; le second, Royan, occupée, bombardée, libérée montre, anecdotes à l'appui, ce que fut la vie des habitants de la ville durant le second conflit mondial. Ces deux ouvrages sont issus de la collaboration de l'historien Yves Delmas avec le dessinateur Giro.
Giro est également l'auteur d'une bande dessinée évoquant le parcours de l'un des fondateurs de la Nouvelle-France, le Royannais Pierre Dugua de Mons. Ce dernier ouvrage est issu d'une collaboration avec Yves Delmas et Marie-Claude Bouchet.
Patrice Guillon et Benjamin Bouchet ont fait paraître fin 2008 aux éditions La Boîte à Bulles une bande dessinée intitulée Mes Copains d'autrefois dont l'action se déroule à l'occasion du centième anniversaire du collège Émile-Zola.
Outre le collège, les lecteurs reconnaîtront la Grande Conche, le marché central, le front de mer mais aussi le Pont du Diable à Saint-Palais-sur-Mer.
Par ailleurs, quelques auteurs de bandes dessinées sont originaires du département : 
- Jacques Nicolaou, Saint-Georgeais, est le papa de Placid et Muzo ;
- Jean Tabary, le créateur d'Iznogoud, a vécu à Pont-l'Abbé-d'Arnoult ;
- Alain Bignon est né à Saintes en 1947 ;
- Fabrice Neaud est né à La Rochelle en 1968 ;
- Vincent Paronnaud, qui porte le pseudonyme de Winshluss, par ailleurs réalisateur de Persepolis, est né en 1970 à La Rochelle ;
- Benoît Springer est né en 1973 à Saintes.

### Musique

#### Bandas
Une banda est un groupe musical assurant l'animation d'événements divers.
Quelques bandas ont vu le jour en Charente-Maritime.
Parmi celles-ci, la Band'à Marans est un groupe musical festif qui remporte de plus en plus de succès.

#### Rock

##### Groupes et genres

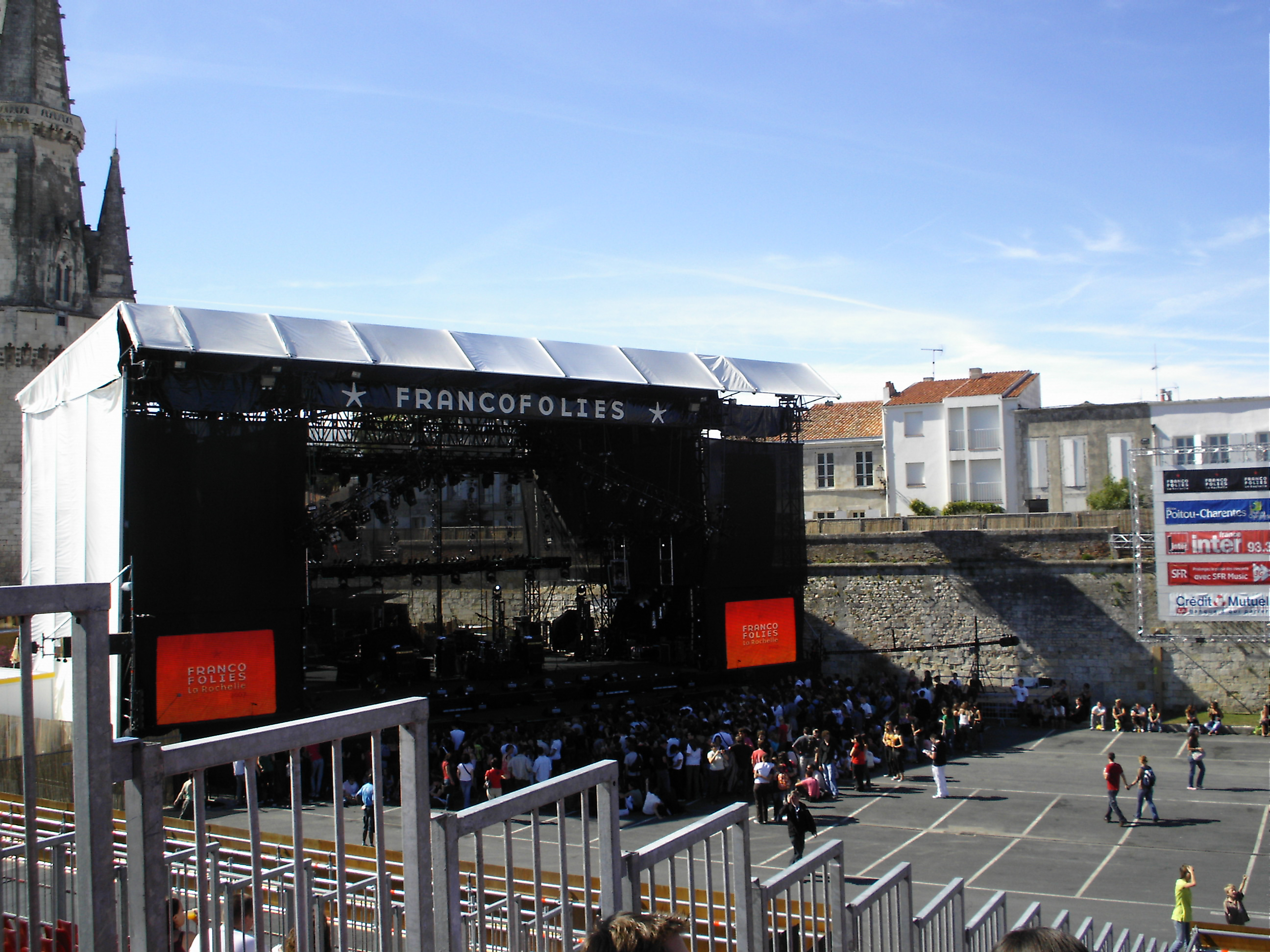
Scène des Francofolies (2007).

Plusieurs groupes locaux, mélangeant souvent pop-rock et chanson française ont atteint une renommée dépassant parfois le cadre régional.
Parmi ceux-ci, les Binuchards sont un groupe de rock festif à influence celtique, cadien et charentaise, originaire de Gémozac. Un autre groupe d'influence celtique, Les Crogs ont également une notoriété grandissante. Dans un autre style encore, les Coups d'marrons, groupe d'origine rochelaise, se produit également sur des scènes de la France entière. Les Céréales Killers, originaires de Saintes, produisent en 2009 leur troisième album Ska-rock. Dans un genre plus rock, le groupe Asyl s'est formé à La Rochelle en 1995. Dans le même genre, Taxyfolia, s'est dissout en 2009 après plus de dix ans de concerts et trois albums produits. Glastnost, originaire de Saintes, produit encore des concerts rock à travers la France et la Belgique. Les rochelais d'En cours de Root se produisent quant à eux en acoustique. Enfin, Down to Earth, de Saint-Jean-d'Angély, produisent quant à eux une musique teintée d'emo-rock.
D'autres groupes, tels les Limeur TEutche, de la région de Saint-Jean-d'Angély, ont une renommée plus locale, bien que réelle. On peut également citer les Meli-Skrock (Ska rock, Saint- Jean-d'Angély), Matéo (Pop Rock, Saintes), Uncle Jelly Fish (rock, Saintes), Les Fees Sales Airs (chanson, Saintes), Charente Stone (rock, Saintes), Todo Desnudo (Ska rock), Malleus Mallficarum (Death metal, La Rochelle),, Neo Globe In (Métal/Alternatif/Rock, Boisse), Nine O'Clock (Métalcore, Saint-Jean d'Angély) et Nat' et ses Orteils (rock progressif, swing, Saint- Jean-d'Angély)
Enfin, une troisième catégorie de groupes locaux se sont spécialisés dans les reprises de standards. Les plus connus sont Badge (rock années 1970), Nat' et ses Orteils (avant l'année 2011: variétés française et internationales), In Rock (Hommage à Deep Purple), Lizard King (Hommage aux Doors), Les Mighty Brothers (Rythm'n'Blues), Let Me Rock (Hommage à AC/DC), David Williams (rock story), AOC (chansons), Moby Dick (chansons) et Nuances (chansons).

##### Festivals et associations
Plusieurs festivals de rock ont lieu dans ce département très touristique l'été. Le plus célèbre d'entre eux est les Francofolies de La Rochelle qui a lieu chaque mois de juillet et rassemble désormais plus de 150 000 spectateurs.
La ville de Royan, qui a eu par le passé l'occasion d'organiser de grands concerts (comme ceux de The Police, Johnny Hallyday, Jean-Jacques Goldman ou Patrick Bruel…), semble renouer avec cette habitude en 2009 avec le retour de Patrick Bruel mais aussi Superbus ainsi que la RFM Party 80.
Une multitude de petits festivals ont par ailleurs lieu toute l'année dans le département : Tonnay Bon ! (Tonnay Boutonne), Festival du trou perdu (Pons-l'Abbé-d'Arnoult), Sur un air de Barouf (Pons), Free Music Festival (Montendre), Festival de la Motte (Siecq), Humour et eau salée (Saint-Georges-de-Didonne), Festival de rock progressif Crescendo (Saint-Palais-sur-Mer), Rochefort en accords (Rochefort), Laryrock Festival (Chevanceaux) ou le Vervantesk Rock Show (Vervant), et tant d'autres qui font que le slogan des affiches de Poitou-Charentes pour les francofolies de 2009 était la région aux 300 festivals.
De nombreuses associations locales s'occupent de promouvoir les groupes de leur ville et d'organiser des concerts, et parfois gèrent les locaux de répétitions mis à leur disposition par les mairies : Meli Melo Music (Saintes, créateur de trois éditions de la "Saintes Compil'" qui regroupent des chansons des groupes adhérents), Le Block House (Saint-Jean-d'Angély), Les Fous Cavés (Port-d'Envaux), Les Fadas du Barouf (Pons), AJT' assos (La Tremblade), L'Amicale des Jeunes (de Vervant), Canton Bouge (Aulnay) et XLR (La Rochelle).

### Théâtre et spectacles
Chaque mois d'août a lieu à Saint-Georges-de-Didonne le festival Humour et Eau salée qui propose des one man show ou des spectacles de rue.

### Cinéma
Chaque année au mois de juillet depuis 1973 a lieu le festival international du film de La Rochelle, qui rassemble environ 80 000 spectateurs autour de rétrospectives consacrées à des réalisateurs ou des acteurs, en combinant le cinéma de patrimoine et les œuvres de cinéastes contemporains.

## Gastronomie
La Charente-Maritime est un département agricole dont une importante partie de ses productions est transformée sur place, ayant généré une industrie agro-alimentaire :
- L'élevage laitier a donné naissance dès la fin du XIXe siècle à un mouvement coopératif laitier, dont le beurre Charentes-Poitou, élaboré aujourd'hui à Surgères, a contribué largement au renom du département.
- La viticulture occupe une place très importante dans la partie saintongeaise de la Charente-Maritime, avec le célèbre Cognac et le Pineau. La viticulture charentaise produit également des vins de pays charentais, des vinaigres (vinaigrerie à La Tremblade) et des vins mousseux, afin de diversifier la vente des produits de la vigne.
- Les céréales, qui ne sont pas seulement stockées dans des silos à grains, sont également transformées dans des minoteries ou dans des biscuiteries industrielles qui diffusent les "papy Brossard", fabriqué à Saint-Jean-d'Angély, les "madeleines" fabriquées à Pons, ou encore la galette charentaise élaborée à Beurlay.
- Les cultures légumières et maraîchères se sont développées dans les îles (pommes de terre et asperges de l'île de Ré), dans les vallées de l'Arnoult (culture du haricot blanc, la "mojette" de Saintonge) et de la basse Charente autour de Tonnay-Charente, ainsi qu'autour des grandes villes, tandis que les cultures fruitières se sont surtout développées en Saintonge, dans la région de Saintes où sont récoltés les pommes "Belchard", les kiwis, les melons charentais, ces derniers sont également produits dans l'île d'Oléron et près de Royan, à Semussac.

Le département dispose également d'une importante façade maritime qui lui a permis depuis longtemps de produire des richesses locales encore en exploitation aujourd'hui.
- La pêche est pratiquée principalement dans trois ports de pêche (La Cotinière, La Rochelle et Royan). Le port de La Cotinière est le 8e port de pêche de la France métropolitaine et le premier port de pêche de la Charente-Maritime. Ces trois ports sont tous équipés et modernisés (criées, usines à glace).
- Les huîtres de Marennes-Oléron sont produites principalement dans l'estuaire de la Seudre, de L'Éguille à Marennes et La Tremblade, et dans l'île d'Oléron, ainsi que dans l'Île de Ré. Fouras est le premier centre producteur national de naissains d'huîtres. La Charente-Maritime est devenue de loin le premier producteur national d'huîtres, écoulant en moyenne 40 % de la production nationale.
- Les moules constituent également une très importante source de richesse qui a fait de la Charente-Maritime un des premiers producteurs national. La mytiliculture est pratiquée dans la baie de l'Aiguillon, autour de Charron, située au débouché de l'estuaire de la Sèvre Niortaise, au nord de la Rochelle (entre L'Houmeau et Esnandes), dans la presqu'île de Fouras, ainsi que dans les îles (Oléron et Ré).
- Le sel, qui a fait autrefois la fortune des côtes de l'Aunis et de la Saintonge, est encore en exploitation dans les marais salants de l'île de Ré.

## Festivals et fêtes traditionnelles

### Fête de l'aillet
Chaque 1er mai, il est coutume dans les Charentes de s'offrir de l'aillet (ail nouveau), encore appelé baragane en Saintongeais. Ce geste est censé porter bonheur, comme l'indique le proverbe suivant :
« Frottez-vous les mains avec sept brins d'aillet de mai, pour avoir de l'argent toute l'année ! »
La fête de l'aillet de mai a lieu à Pons chaque année. L'aillet est traditionnellement consommé avec du grillon charentais.

### Foires aux ânes
L'asinerie nationale du baudet du Poitou à Dampierre-sur-Boutonne est le lieu d'élevage conservatoire de l'âne du Poitou. Après une présentation détaillée du monde asin au travers d'une muséographie interactive, l'asinerie propose la découverte d'animaux d'exception, les races mulassières du Poitou : le baudet du Poitou, le cheval de trait poitevin et la mule poitevine.
Chaque année a lieu la foire aux ânes à Haimps ainsi qu'une fête de l'âne et du baudet à Dampierre-sur-Boutonne chaque deuxième dimanche d'août.

## L’Académie de Saintonge
L'Académie de Saintonge décerne chaque année une quinzaine de prix qui couronnent des réalisations remarquables dans le domaine de la culture.
Composée de 25 membres élus, choisis parmi des personnalités charentaises qui se sont distinguées en matière culturelle, l’Académie de Saintonge a été fondée en 1957. Elle se réunit régulièrement en séances privées et décerne, en séance publique, les Prix de l’Académie de Saintonge récompensant la vitalité de la culture régionale dans les domaines des lettres, des arts, des sciences, du patrimoine et de l’identité locale. Ses prix sont financés par des fondations privées ou publiques, et son fonctionnement est assuré par une subvention du Conseil général de la Charente-Maritime. Ses archives sont conservées aux archives départementales de Jonzac. La brochure annuelle est déposée à la bibliothèque nationale.
Bibliographie : Cinquante Ans d'Académie de Saintonge, un jubilé pour la culture régionale  (Croît vif, 2006). lien : (www.academie-saintonge.org)